# شدلیسکو (شهرستان نووا سول)
شدلیسکو (به لهستانی:  Siedlisko) یک روستا در لهستان است که در گمینا شدلیسکو واقع شده‌است. شدلیسکو ۱٬۸۰۰ نفر جمعیت دارد.